# Sabinal (Teksas)
Sabinal je grad u američkoj saveznoj državi Teksas. Prema popisu stanovništva iz 2010. u njemu je živjelo 1.695 stanovnika.